# Gafanha da Nazaré
Gafanha da Nazaré es una freguesia portuguesa del concelho de Ílhavo, con 15,65 km² de superficie y 14.021 habitantes (2001). Su densidad de población es de 895,9 hab/km².

## Galería

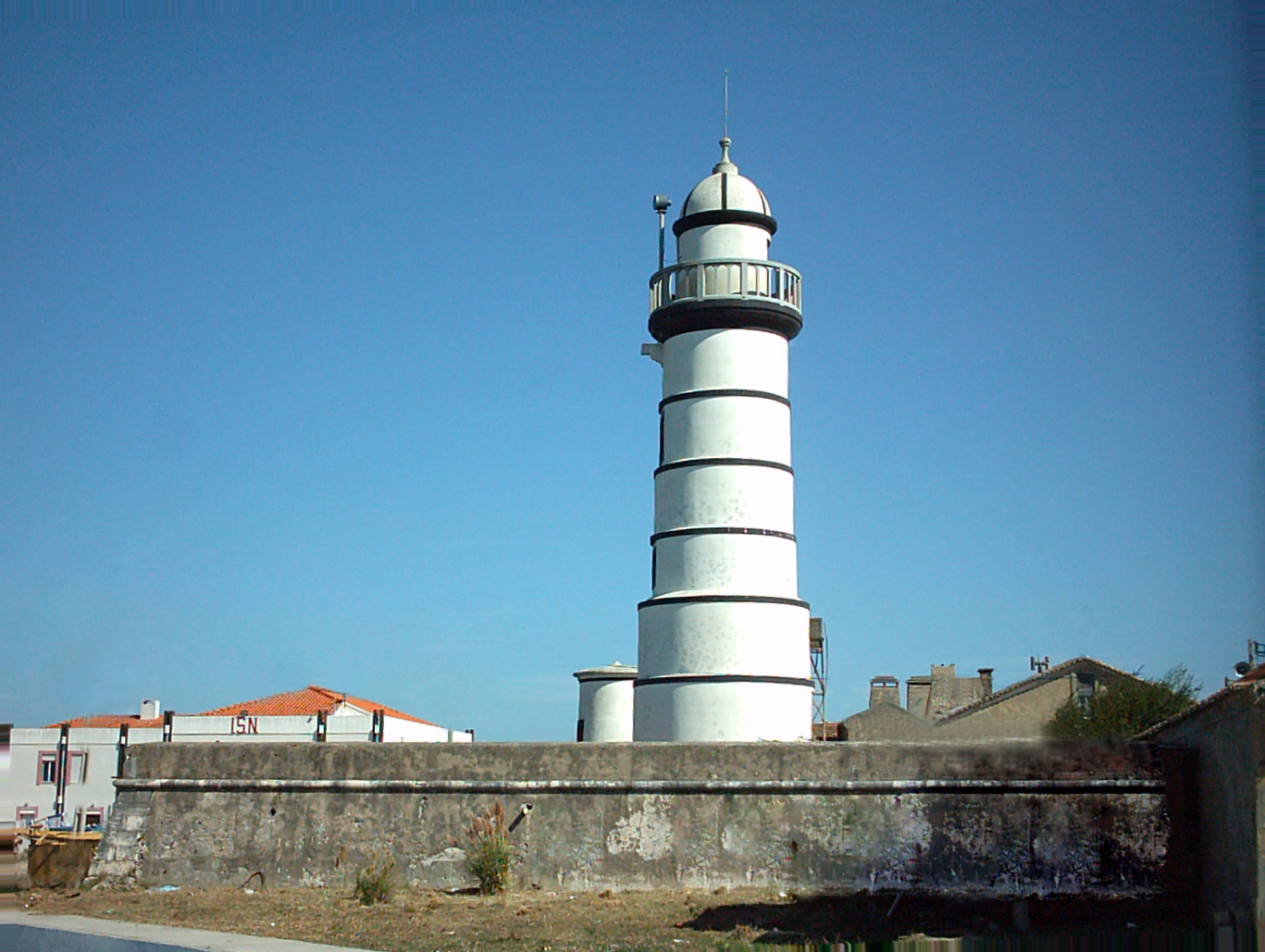
Forte da Barra, Gafanha da Nazaré, Portugal.